# Maria Golubnitxaia
Maria Golubnitxaia (rus: Мария Васильевна Голубничая)  (Dubovka, 24 de febrer de 1924 - 22 d'agost de 2015) va ser una atleta russa, especialista en tanques, que va competir sota bandera soviètica durant la dècada de 1950.
El 1952 va prendre part en els Jocs Olímpics de Hèlsinki, on va guanyar la medalla de plata en la prova dels 80 metres tanques del programa d'atletisme. Quatre anys més tard, als Jocs de Melbourne, fou cinquena en la mateixa prova.
En el seu palmarès també destaca una medalla d'or al Campionat d'Europa d'atletisme de 1954 i dos campionats nacionals. El 1954 va igualar el rècord del món vigent, amb un temps de 10.9".
En finalitzar la seva carrera esportiva exercí d'entrenadora d'atletisme.

## Millors marques
- 80 metres tanques. 10.7" (1956)[2]